# Municipio de Logan (condado de Marion)
El municipio de Logan (en inglés: Logan Township) es un municipio ubicado en el condado de Marion en el estado estadounidense de Kansas. En el año 2010 tenía una población de 104 habitantes y una densidad poblacional de 1,11 personas por km².

## Geografía
El municipio de Logan se encuentra ubicado en las coordenadas 38°33′41″N 97°19′1″O / 38.56139, -97.31694. Según la Oficina del Censo de los Estados Unidos, el municipio tiene una superficie total de 93.68 km², de la cual 93,53 km² corresponden a tierra firme y (0,16 %) 0,15 km² es agua.

## Demografía
Según el censo de 2010, había 104 personas residiendo en el municipio de Logan. La densidad de población era de 1,11 hab./km². De los 104 habitantes, el municipio de Logan estaba compuesto por el 96,15 % blancos, el 1,92 % eran afroamericanos, el 0,96 % eran amerindios y el 0,96 % eran de una mezcla de razas. Del total de la población el 0 % eran hispanos o latinos de cualquier raza.